# Burg Rothöchi
Die Burg Rothöchi oder Obere Burg ist eine abgegangene mittelalterliche Höhenburg in der Schweizer Gemeinde Oberburg im Kanton Bern.

## Lage und Beschreibung
Die Burg stand am Eingang zum Krauchthal oberhalb des Dorfes auf der Rothöchi. Heute sind keine Spuren der Anlage mehr sichtbar.

## Geschichte
Die Burg Rothöchi war vermutlich der Stammsitz eines Ministerialengeschlechts der Kyburger. Es kann davon ausgegangen werden, dass es sich dabei um die im 13. Jahrhundert urkundlich erwähnten Herren von Oberburg oder um die Herren von Rohrmoos handelt. 1384 kam die Burg nach dem Burgdorferkrieg zwischen den Kyburgern und Bern unter bernischen Einfluss. 1406 wurde die Herrschaft dem Schultheissenamt Burgdorf zugeordnet.